# Switch – Die Frau im Manne
Switch – Die Frau im Manne ist eine US-amerikanische Filmkomödie aus dem Jahr 1991. Regie führte Blake Edwards, der auch das Drehbuch schrieb. Die Hauptrolle spielte Ellen Barkin.

## Handlung
Der Werbefachmann Steve Brooks gilt als Chauvinist. Drei seiner ehemaligen Freundinnen laden ihn ein, baden zusammen mit ihm im Whirlpool und versuchen ihn zu ertränken. Als das misslingt, erschießt ihn eine der drei Frauen, Margo. Im Jenseits wird über sein Schicksal verhandelt; um der Hölle zu entkommen, soll Steve auf die Erde zurückkehren und eine Frau finden, die ihn liebt. Um die Aufgabe zu erschweren, schlägt der Teufel vor, dass Steve im Körper einer Frau zurückkehren soll.
Steve hält die Erlebnisse zunächst für einen Traum; im Badezimmer muss er jedoch zu seinem Entsetzen feststellen, dass er in einem Frauenkörper lebt. Er gibt sich als seine Halbschwester Amanda Brooks aus. In dieser Rolle übernimmt er die eigene Wohnung wie auch den Job in der Werbefirma. Der einstigen Freundin Margo Brofman droht er damit, ihren Mord publik zu machen. Er zwingt sie damit auch, ihm beim Spielen seiner Rolle behilflich zu sein. Hilfe bekommt er auch von Walter Stone, seinem ehemals besten Freund.
Steves Abwesenheit wirft jedoch zunehmend Fragen auf. Die Kundin Sheila Faxton, eine lesbische Frau, zeigt Interesse an ihm als Amanda. Er wird als Amanda eines Tages im betrunkenen Zustand von Walter zu nicht einvernehmlichem Sex missbraucht. Als Steves Leiche gefunden wird, wird Amanda verhaftet.
Es stellt sich dann heraus, dass Amanda schwanger ist. Ihre Tochter wird geboren; eine Stimme aus dem Jenseits sagt, dass sie Amanda liebt. Als Amanda stirbt, nimmt Walter die Tochter zu sich und Amanda muss sich im Himmel entscheiden, ob sie ein weiblicher oder ein männlicher Engel sein will – beides habe Vorteile.

## Kritiken
Der Film erhielt überwiegend negative Kritiken und erreichte bei Rotten Tomatoes eine Bewertung von 33 %, basierend auf 18 Kritiken.
Roger Ebert schrieb in der Chicago Sun-Times vom 10. Mai 1991, der Film spreche zwei Lieblingsthemen von Blake Edwards an: Androgynie und die Anpassung an das Umfeld einer anderen Person. Er verglich den Film mit der Komödie Victor/Victoria. Ebert wunderte sich, dass der im Körper einer Frau gefangene Steve die lesbische Sheila unattraktiv findet, obwohl chauvinistische Männer wie Steve lesbische Frauen „sexy“ fänden. Der Film hätte eine „revolutionäre Komödie“ wie Tootsie sein können, diese Chance habe er aber vertan.
Das Lexikon des internationalen Films ist ähnlicher Ansicht: „Nur zu Beginn reizvolle Mischung aus Tragikomödie, Melodram und Klamauk, die zunehmend an inszenatorischer Eleganz einbüßt und vorhersehbar wird. Betont gagreich, aber oberflächlich und ohne gedankliches Profil.“
Die Filmbewertungsstelle Wiesbaden verlieh der Produktion das Prädikat „wertvoll“.

## Auszeichnungen
Ellen Barkin war 1992 für einen Golden Globe nominiert. Lyle Lovett war für den Song You Can't Resist It in dem genannten Jahr für einen Grammy nominiert.